# Левосимендан
Levosimendan (ИНН, /ˌliːvoʊsaɪˈmɛndən/ ) - это кальциевый сенсибилизатор, используемый в лечении остро декомпенсированной сердечной недостаточности. Он продается под торговой маркой Simdax (Орион Корпорейшн).

## Механизм действия
Левосимендан является сенсибилизатором кальция — повышает чувствительность сердца к кальцию, тем самым увеличивая сердечную сжимаемость без увеличения внутриклеточного кальция. Levosimendan оказывает положительный инотропный эффект за счет увеличения чувствительности миоцитов к кальцию путем связывания с сердечным тропонином С в кальций-зависимом образе. Он также имеет сосудорасширяющий эффект, открывая аденозинтрифосфат (АТФ)-чувствительные калиевые каналы в сосудистых гладких мышцах, вызывает расслабление гладких мышц. Комбинирование инотропного и сосудорасширяющего действия приводят к увеличению силы сокращения, снижение преднагрузки и постнагрузки сердца. Кроме того, препарат оказывает кардиопротекторное действие.

## Клиническое применение

### Показания
Левосимендан применяется в связи с остро-декомпенсированной тяжелой хронической сердечной недостаточностью. Так же его применяют при ОИМ, осложнившимся кардиогенным шоком, как альтернативу адренергическим препаратам пациентам, получавшим до развития острой СН длительное лечение бета-адреноблокаторами, у пациентов с недостаточным выделением мочи в ответ на повторное внутривенное введение диуретиков. 
Его использование уместно у пациентов с САД в диапазоне 90-100 мм. рт.ст. и имеющих признаки отека легких (III класс СН по Killip). Кроме этого, левосимендан может использоваться в качестве дополнительного вмешательства в сочетании с норэпинефрином или другими адрено- и допаминстимуляторами у пациентов с кардиогенным шоком и указаниями на периферическую вазоконстрикцию (класс по Killip IV и САД <90 мм рт.ст). Реакцию на введение левосимендана следует оценивать сразу по окончании введения нагрузочной дозы, или в течение 30-60 мин после коррекции дозы, или при изменении в состоянии пациента.
Рекомендуемая продолжительность инфузии составляет 24 часа.  

### Статус лицензирования
Орион Корпорейшн изначально разработала Левосимендан и подала заявку на новый препарат в 1998 году в США, однако FDA запросила дальнейшие испытания и компания отозвала заявку в ноябре 1999 года. В 2000 году было получено разрешение на продажу препарата в Швеции. С тех пор 60 стран по всему миру одобрили препарат, но он по-прежнему не лицензирован в США, где он сейчас находится на стадии разработки для уменьшения заболеваемости и смертности кардиохирургических больных из-за синдрома низкого сердечного выброса.

### Противопоказания
Использование левосимендана противопоказано пациентам с умеренно выраженной и тяжелой почечной недостаточностью, тяжелой печеночной недостаточностью, тяжелыми желудочковыми заполнениями или оттоками, тяжелой гипотензией и тахикардией.

### Побочные эффекты
Головная боль, артериальная гипотензия, аритмии (фибрилляция предсердий, экстрасистолия, предсердная тахикардия, желудочковая тахикардия), ишемия миокарда, гипокалиемия и/или тошнота (Росси, 2006).

### Составы
Levosimendan позиционируется как 2.5 мг/мл концентрированный раствор для инфузии. Концентрат разбавляется глюкозой 5% раствора до вливания.